# Chamobates perezinigoi
Chamobates perezinigoi är en kvalsterart som beskrevs av Subías 1977. Chamobates perezinigoi ingår i släktet Chamobates och familjen Chamobatidae. Inga underarter finns listade i Catalogue of Life.